# 王沈 (十六国)
王沈（?—318年），五胡十六国汉国皇帝刘聪属下之佞臣。
中常侍王沈、宣怀，中宫仆射郭猗等人，都受到恩宠信任而掌权。刘聪把政事全部委交给相国刘粲，只有需要判定大臣的生死或任免时才让王沈等人进宫报告。而王沈等人多数情况都不报告，而是按自己的想法去决断。王沈等人的车乘服饰、府第的规格都超过了亲王，王沈等人的子弟以及表亲担任郡守县令的有三十多人，都贪婪残忍地祸害百姓。靳准阿谀奉承地对待王沈等人。少府陈休、左卫将军卜崇，为人清高正直，平素就憎恶王沈等人，即使在公事场合，也未曾说过话。王沈等人深深地忌恨他们。316年二月，刘聪将陈休、卜崇等人处死。刘聪问相国刘粲，王沈等人如何。刘粲非常称赞王沈等人忠心清廉。刘聪高兴，把王沈等人封为列侯。刘粲和靳准、王沈陷害杀死皇太弟刘乂。318年，王沈养女王氏为刘聪左皇后。尚书令王鉴弹劾王沈，刘聪收捕王鉴等人送往刑场斩首。王鉴等人临刑前，王沈用手杖叩击他们说：“无用奴才，还能再作恶吗？老子我关你们什么事！”